# New Musicology

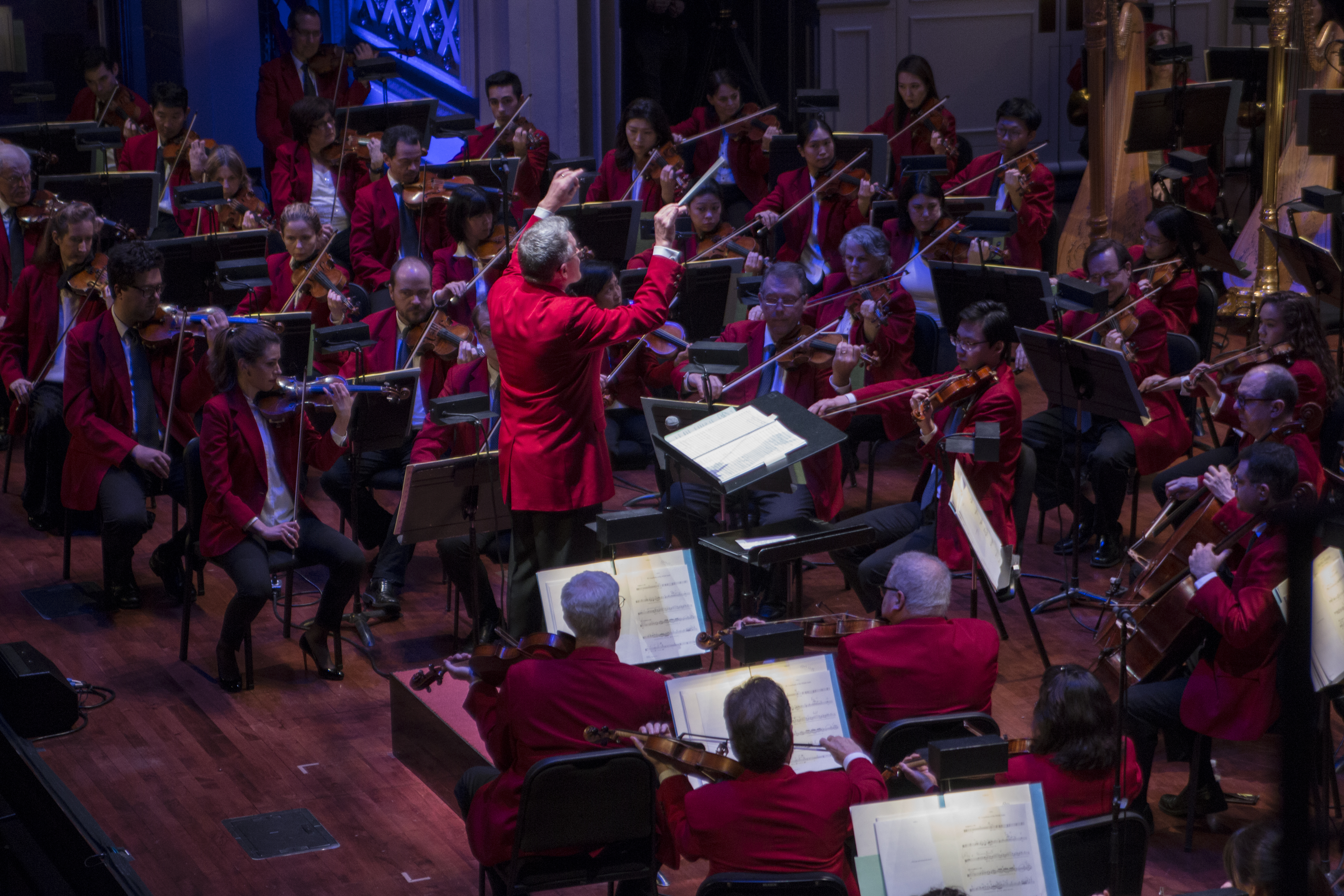
Concert

The New Musicology est le terme désignant un large champ de la musicologie qui enrichit sa démarche analytique et critique grâce aux études culturelles, et l'apport du féminisme, des études de genre, des études gaies et lesbiennes, de la théorie queer et des postcolonial studies. Les travaux de penseurs structuralistes et de post-structuralistes français, et à un moindre degré l'étude critique des théories de Theodor Adorno et de Walter Benjamin, ont aussi influencé la New Musicology. Les musicologues qui y sont rattachés ne se revendiquent cependant pas d'une école nouvelle.

## Lectures fondamentales
- Kerman, Joseph (1985). Contemplating Music: Challenges to Musicology. UK edition: Musicology.
- McClary, Susan and Leppert, Richard, eds. (1987). Music and Society: The politics of composition, performance and reception.
- Kramer, Lawrence (1990). Music as Cultural Practice, 1800-1900.
- McClary, Susan (1991). Feminine Endings.
- Subotnik, Rose Rosengard (1991). Developing Variations: Style and Ideology in Western Music.
- Solie, Ruth, ed. (1993). Musicology and Difference.
- Tomlinson, Gary (1993). Music in Renaissance Magic: Toward a Historiography of Others.
- Citron, Marcia (1993). Gender and the Musical Canon.
- Brett, Philip, Wood, Elizabeth and Thomas, Gary C., eds. (1994). Queering the Pitch: The New Gay and Lesbian Musicology.
- Kramer, Lawrence (1995). Classical Music and Postmodern Knowledge.
- Subotnik, Rose Rosengard (1996). Deconstructive Variations: Music and Reason in Western Society.
- Van den Toorn, Pieter C. (1996). Music, Politics and the Academy.
- DeNora, Tia (1996). Beethoven and the Construction of Genius: Musical Politics in Vienna, 1792-1803.
- Schwarz, David (1997). Listening Subjects: Music Psychoanalysis, Culture.
- Kramer, Lawrence (1997). After the Lovedeath: Sexual Violence and the Making of Culture. University of California Press.
- Bellman, Jonathan, ed. (1998). The Exotic in Western Music.
- Fink, Robert.  (1998) Elvis Everywhere: Musicology and Popular Music Studies at the Twilight of the Canon.
- Cook, Nicholas and Everist, Mark, ed. (1999). Rethinking Music.
- McClary, Susan (2000). Conventional Wisdom.
- Born, Georgina and Hesmondhalgh, David (2000). Western Music and Its Others: Difference, Representation, and Appropriation in Music.
- Pederson, Sanna (2000). 'Beethoven and Masculinity', in Burnham, Scott and Steinberg, Michael P. (eds), Beethoven and his World, pp. 313–331.
- Williams, Alistair (2001). Constructing Musicology. Ashgate.
- Kramer, Lawrence (2003). Franz Schubert: Sexuality, Subjectivity, Song. Cambridge University Press.
- Taruskin, Richard (2005). The Oxford History of Western Music (six volumes).
- Fink, Robert (2005). Repeating Ourselves: American Minimal Music as Cultural Practice.
- Newell, Derek. (2006) Juxtapositions of the Canonical World in Modern Day Pakistani Cultural Music.
- Davidović, Dalibor (2006). Identität und Musik: Zwischen Kritik und Technik (Identité et musique: Entre critique et technique), Vienne: Mille Tre.
- Ross, Alex (2007). The Rest is Noise: Listening to the Twentieth Century. Farrar, Straus and Giroux.